# Łochów Stary (Łódź)
Pour les articles homonymes, voir Łochów Stary.
Łochów Stary est une localité polonaise de la gmina de Żelechlinek, située dans le powiat de Tomaszów Mazowiecki en voïvodie de Łódź.